# ميناء زيامة منصورية
ميناء زيامة منصورية هو أحد الموانئ الجزائرية يقع بولاية جيجل بالجزائر .

## معرض الصور

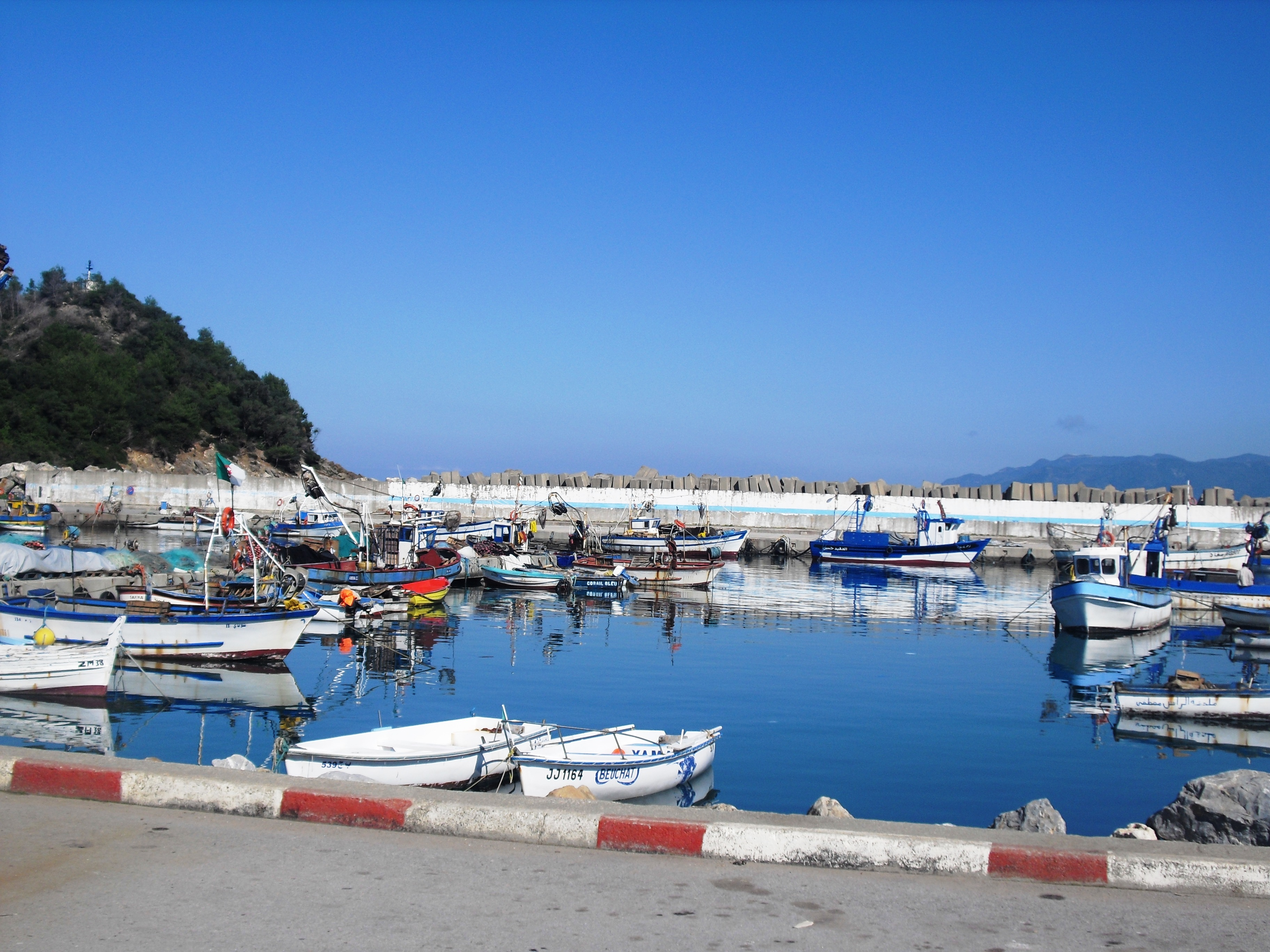
ميناء زيامة منصورية
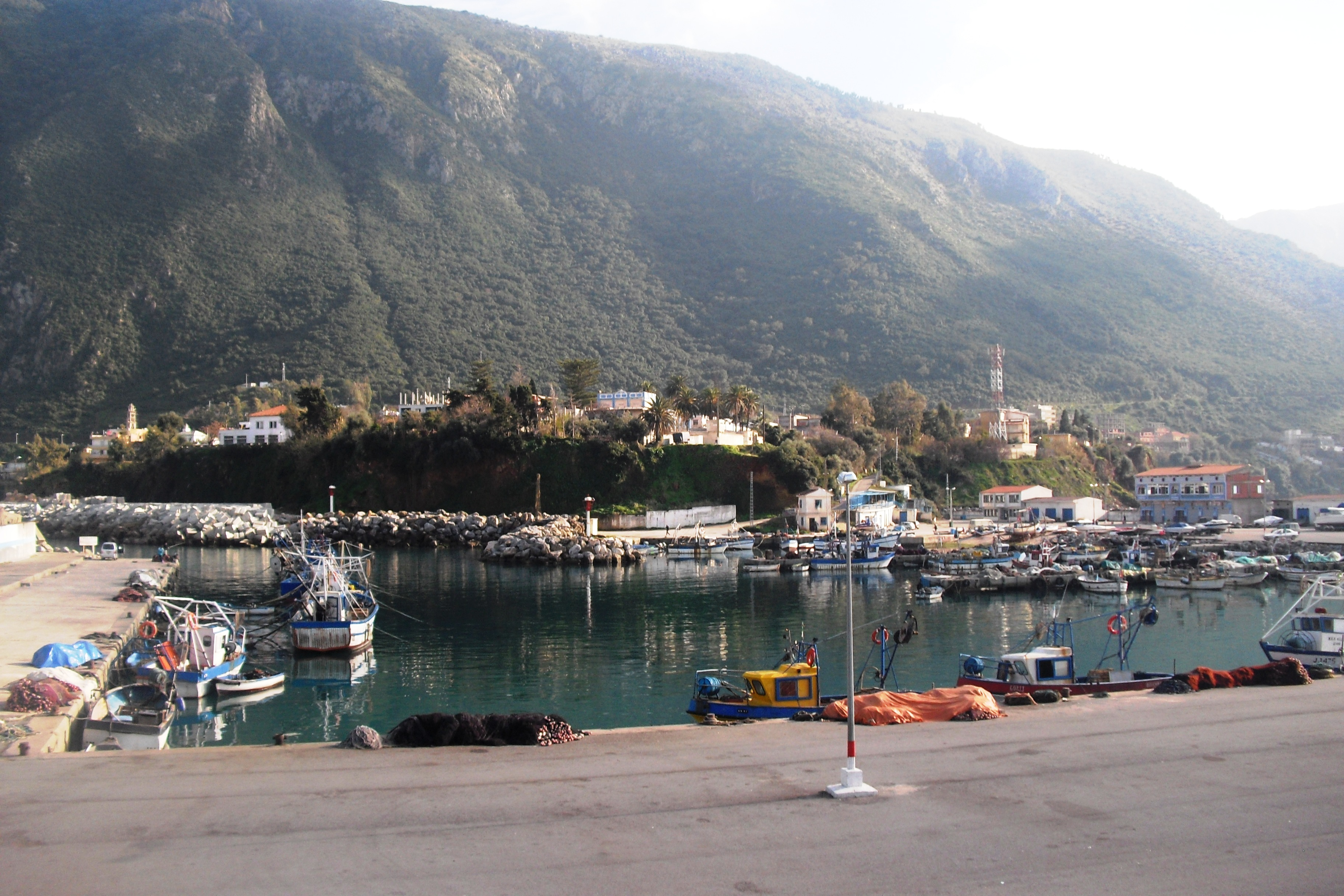